# Разоблачение (Остаться в живых)
«Разоблачение» (англ. Exposé) — 14-я серия третьего сезона драматического телесериала канала ABC «Остаться в живых», и 63-я во всём сериале. Премьера эпизода состоялась в США на ABC и в Канаде на CTV 28 марта 2007 года. Сценарий эпизода написали Эдвард Китсис и Адам Хоровиц, а его режиссёром стал Стивен Уильямс.
Центральными персонажами эпизода стали Никки Фернандес (Киле Санчес) и Пауло (Родриго Санторо). В воспоминаниях показана их жизнь до прибытия на остров, и что они делали между первым и восемьдесят первым днём. Бун Карлайл (Иэн Сомерхолдер) в пятый раз возвращается после его смерти в конце первого сезона. Кроме того, Итан (Уильям Мэйпотер) и доктор Арцт (Дэниел Робук) появляются в качестве приглашённых звёзд в воспоминаниях. Эпизод получил смешанные отзывы как от критиков, так и от фанатов: положительная реакция была потому, что эпизод считали развлекательными проводами двух непопулярных персонажей, а отрицательная из-за того, что его считали ненужным.

## Сюжет

### Воспоминания
В воспоминаниях Никки Фернандес (Киле Санчес) является актрисой, которая принимает участие в съёмках телесериала «Разоблачение» в Сиднее, в качестве приглашённой актрисы. У неё также роман с очень богатым семидесятилетним исполнительным продюсером, Говардом Л. Цукерманом, в то время как Пауло (Родриго Санторо) работает его шеф-поваром. Пауло убивает Цукермана, отравив его еду, и пара крадёт его бриллианты, которые стоят $8 миллионов. Они решают вернуться в США рейсом Oceanic 815, натыкаясь при этом на Буна Карлайла (Иэн Сомерхолдер) и Шеннон Рутерфорд (Мэгги Грейс) в аэропорту. Пережив авиакатастрофу, Никки и Пауло понимают, что они потеряли мешочек с бриллиантами. Никки консультируется с доктором Лесли Арцтом (Дэниел Робук), который рассказывает ей о пауке, обладающем способностью парализовать людей. Он также даёт ей карту траектории, которая ведёт их к «Жемчужине» и нигерийскому самолёту; они не решаются исследовать оба объекта. Когда Кейт Остин (Эванджелин Лилли) упоминает, что она нашла багаж из самолёта в озере, Пауло находит бриллианты, но не говорит об этом Никки. Вместо этого он прячет их в бачке унитаза на станции «Жемчужина», и он подслушивает разговор между Джульет Бёрк (Элизабет Митчелл) и Беном Лайнусом (Майкл Эмерсон). Они оба забывают забрать рацию, и Пауло забирает её с собой. Позже, когда Саид Джарра (Навин Эндрюс), Джон Локк (Терри О’Куинн), Десмонд Хьюм (Генри Иэн Кьюсик), Никки и Пауло идут обследовать «Жемчужину», Пауло забирает бриллианты, притворившись, что ему нужно в туалет. Никки догадывается, что Пауло нашёл бриллианты и не сказал ей об этом, и она решает заманить его в ловушку. Когда он отрицает, что бриллианты у него, она выпускает на него одного из парализующих пауков. Она находит бриллианты, и Пауло извиняется, утверждая, что он сделал это, так как он боялся, что она бросит его. В это время Никки слышит звуки Монстра, которые отвлекают её достаточно долго, чтобы феромоны самки паука привлекли группу пауков-самцов того же вида, и один из них кусает Никки за ногу. Она закапывает бриллианты и бежит на пляж.

### На пляже
Затем Никки бежит на пляж и падает на землю на глазах у Хёрли (Хорхе Гарсиа) и Сойера (Джош Холлоуэй), которые играли в пинг-понг. Когда Хёрли и Сойер подбегают к ней, она еле слышно говорит что-то. Вскоре её объявляют мёртвой. Хёрли и Сойер пытаются понять, что Никки сказала перед смертью, и приходят к выводу, что она сказала: «Пауло лгал», хотя она самом деле сказала «парализована». Сойер и Хёрли начинают расследование и они находят Пауло, лежащего безжизненным в джунглях. Сойер находит рацию в палатке Никки и Пауло и делает вывод, что они работали с Другими, так как рации похожи. Хёрли не думает, что Другие находятся рядом с их лагерем, но Сун Хва Квон (Юнджин Ким) напоминает им, что её похитили неподалёку (не подозревая, что это Чарли схватил её). Сойер пытается успокоить их и говорит, что он осмотрит периметр. Тем временем Чарли Пэйс (Доминик Монаган), чувствуя себя виноватым, признаётся Сун, что это он пытался похитить её. Она ничего не говорит и уходит. Сойер возвращается, найдя бриллианты, и другие выжившие обвиняют его в том, что он убийца, потому что Десмонд видел, как он спорил с Никки этим утром. Далее Сойер передаёт суть разговора (Никки просила пистолет), и он отдаёт бриллианты Сун. Позже она говорит ему, что знает правду о своём похищении и возвращает алмазы, так как «они бесполезны здесь». Затем выжившие устраивают похороны Никки и Пауло, где Сойер высыпает бриллианты в могилу. Никки открывает глаза как раз в тот момент, когда Хёрли и Сойер закапывают их могилу, хороня её и Пауло заживо.

## Производство

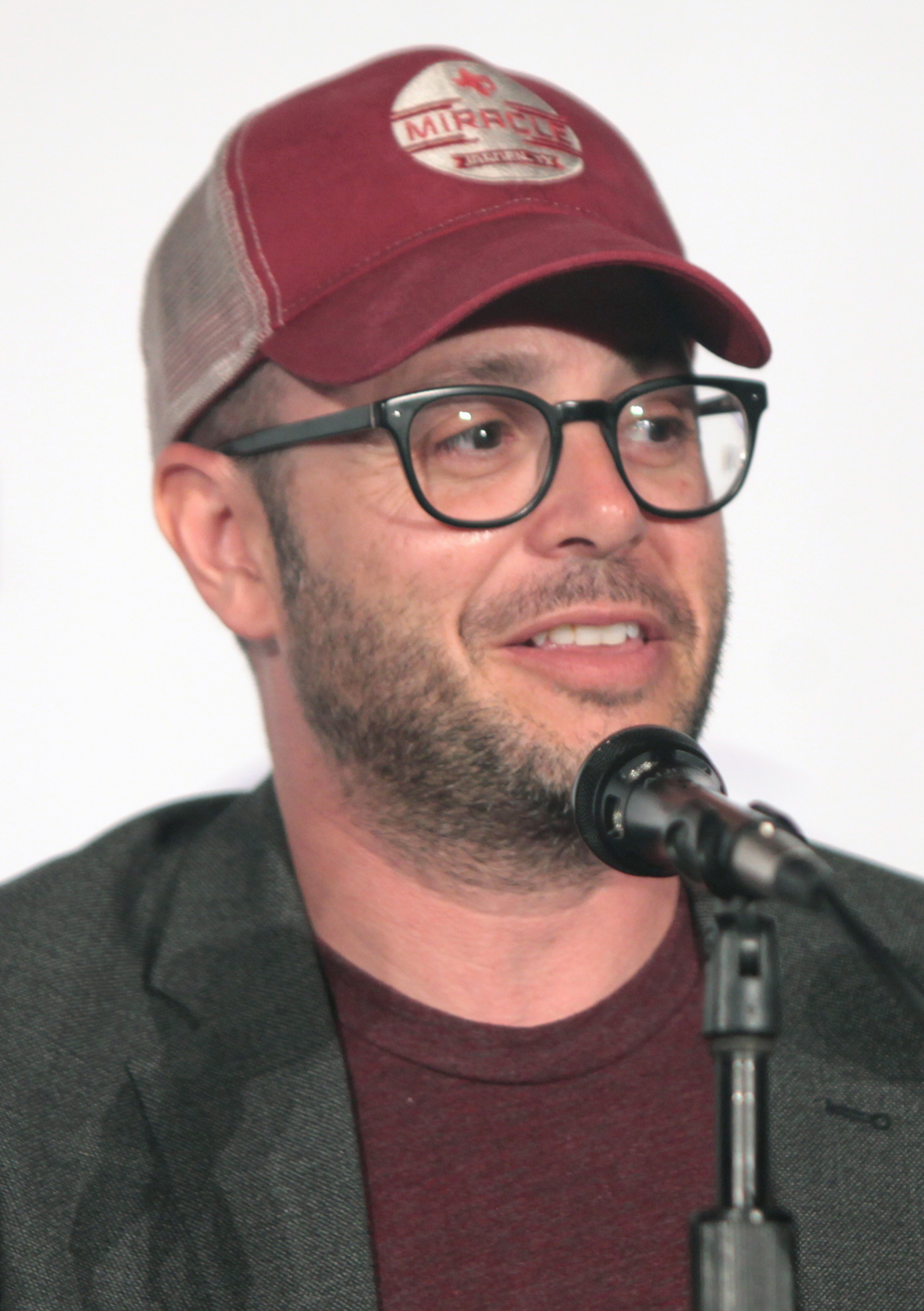
Деймон Линделоф признался, что Никки и Пауло были убиты, так как они были непопулярными.

«Разоблачение» является четырнадцатым эпизодом, поставленным Стивеном Уильямсом, и девятым, сценарий к которому написал сценаристский дуэт Эдварда Китсиса и Адама Хоровица. Китсис и Хоровиц намеревались сделать так, чтобы эпизод стал оммажем жанру нуару, с двумя мошенниками, которые совершили «идеальное преступление», которое, в конечном счёте, идёт не по плану, так как они оказываются на острове. Также к этому жанру была добавлена отсылка: Сойер читает «Зло под солнцем» Агаты Кристи. Повторяющейся темой эпизода является эгоизм Никки и Пауло, который в конечном счёте привёл их к смерти, так как они были жадными и «слишком сосредоточенными на своих собственных мелких потребностях, чтобы действительно заботиться о ком-то ещё».
В воспоминаниях «Разоблачения» показано, что Никки и Пауло всё время были на острове, и они появлялись в важных событиях предыдущих эпизодов. Сцена, действие которой разворачивается после крушения, смешивает реальные сцены и неиспользованные отснятые материалы из пилотного эпизода, а также новые сцены, снятые на пляже Мокулея. Поскольку не все обломки самолёта были найдены, некоторые из них были добавлены с использованием хромакея. Сцена с речью Джека чередуется между новыми сценами и старым материалом из «Белого кролика». Также рассматривались другие варианты продолжения событий: Пауло находит ингалятор Шеннон из «Мошенника», Никки видит, как Бун и Локк несут лопаты, чтобы откопать бункер. Также была снята сцена, где Никки видит, как небо становится фиолетовым, но эта сцена была удалена.
Во время первого сезона, у сценаристов была идея ввести персонажа, которая была актрисой, и они также создали набросок вымышленного шоу, где она бы работала: «Разоблачение». «Долгие, пугающие часы» в комнате сценаристов иногда приводили к созданию эпизодов вымышленного шоу, и десять из них были созданы, когда писался эпизод с Никки в главной роли. Изначально планировалось сделать весь эпизод одним воспоминанием, где Никки была борющейся с преступностью стриптизёршей, и только потом становится известно, что она является актрисой. Эта идея была сокращена до одной сцены в воспоминаниях. Роль мистера Ла-Шада была специально написана для Билли Ди Уильямса и, когда он получил роль, цветовая гамма шляпы Ла-Шада была выбрана в соответствии с его костюмом, который он носил в своём знаменитом образе Лэндо Калриссиана.
Никки и Пауло были убиты потому, что их не любила большая часть фанатов сериала. Шоураннер Деймон Линделоф признался, что фанаты «повсеместно презирали» эту пару. Линделоф объяснил, что «раньше, когда мы (продюсеры) были более добросовестными со зрителями, мы могли бы выйти сухими из воды с этими махинациями. Учитывая негативную реакцию против них, нам пришлось наводить порядок». Продюсеры приняли решение убить их в одном эпизоде с воспоминаниями в декабре 2006 года. Линделоф и его коллега-шоураннер Карлтон Кьюз также заявили, что несмотря на негативную реакцию в сторону Никки и Пауло, они чувствовали, что эпизоду необходимо было объяснить их первоначальный план введения бывших второстепенных персонажей в основной состав. Линделоф предложил, чтобы этих персонажей похоронили заживо. Хотя актриса Киле Санчес сказала, что её не беспокоит всеобщая неприязнь к её героине, она сильно нервничала во время сцен похорон, потому что у неё клаустрофобия. Предположения о смерти дуэта начались за несколько месяцев до выхода эпизода в эфир. Санторо сказал в интервью бразильскому «Rolling Stone», что его персонаж умрёт в середине третьего сезона. Появилась ещё одна подсказка по поводу смерти персонажей, когда было объявлено, что Санчес подписала контракт на съёмки пилотного эпизода 2007 года для шоу ABC «Жёны футболистов».

## Реакция
«Разоблачение» собрал у экранов 11,25 миллионов зрителей во время первого показа в США, что сделало его третьим самым просматриваемым шоу недели на ABC, и он поместил «Остаться в живых» на 18-е место в общем еженедельном рейтинге. Он также привлёк 1,089 миллиона зрителей в Канаде, став четвёртым самым просматриваемым шоу ночи, и 961,000 зрителей в Великобритании, став самым просматриваемым шоу на Sky One.
«Разоблачение» получило смешанные отзывы. Линделоф признал, что эпизод «вызвал различную степень реакции от фанатов», причём некоторые фанаты даже называли его «филлером». Но Кьюз защищал «Разоблачение», сказав, что он был «немного больше чем эпизодом-антологией для шоу», и что он чувствовал, что «это нереально, что в шоу, в котором сейчас 72 эпизода, каждый эпизод, ну вы знаете, будет битком набит сюжетным импульсом. Думаю это вполне разумно, и мы вроде как по необходимости должны иметь эпизоды, которые, знаете, не движимы супер-повествованием». Дэниел из TMZ.com сказал, что эпизод «был пустой тратой времени», и хотя он «хотел, чтобы Никки и Пауло умерли», он не думал, что их смерть оправдывала весь эпизод. Джефф Дженсен из «Entertainment Weekly» написал, что, хотя ему понравилось появление Билли Ди Уильямса, он не думал, что «Разоблачение» «сильно изменит чьё-либо мнение» о Никки и Пауло, которые уже были непопулярными персонажами. Брук Тарнофф, писательница для UGO.com, написала, что ей было «стыдно» за «Остаться в живых». «New York Magazine» поставило «Разоблачение» на первое место в своём списке «Двадцати самых бессмысленных эпизодов из „Остаться в живых“». Тем не менее, Мэтт Рауш из «TV Guide» высоко похвалил эпизод за «переплетение воспоминаний, которые казались посмертными, но на самом деле не были такими, и при этом предоставляя умные новые ракурсы на классические моменты из предыдущих сезонов „Остаться в живых“». Рауш также сказал, что «Разоблачение» было «приятным напоминанием о том, что эти продюсеры, кажется, действительно знают, что они делают в конце концов». Крис Каработт из IGN также дал положительный отзыв, заявив, что в то время как Никки и Пауло не оказали реального влияния на общую сюжетную линию, «их кончина создала развлекательный час на телевидении». Сотрудники IGN позже поставили «Разоблачение» на 58-е место из 113 эпизодов «Остаться в живых», описав его как «один из самых тёмных и самых забавных эпизодов сериала».